# Francisco de Solís y Folch de Cardona
Francisco de Solís y Folch de Cardona   (Madrid, 16 de febrer de 1713 - Roma, 21 de març de 1775) va ser un noble i religiós espanyol, que va ser arquebisbe de Sevilla, bisbe de Còrdova i cardenal de l'Església Catòlica.

## Orígens
Va néixer a Madrid el 16 de febrer de 1714. Membre d'una família de l'aristocràcia, va ser el tercer fill de José de Solís y Gante, tercer duc de Montellano, i de Josefa Folch de Cardona, marquesa de Castellnou i de Pons. La mare va donar a llum, de fet, al convent de Sant Francesc, a causa de la rapidesa del part de la mare, que no va permetre portar-la fins a casa. El 24 de febrer va ser batejat a la parròquia de Sant Andreu de la capital i se li van imposar els noms de Francisco Antonio, el primer pel lloc del seu naixement. Els seus germans va ser el quart duc, Alonso de Solís, que va ser virrei de Navarra, i José de Solís, que va arribar a ser virrei de Nova Granada.

## Carrera eclesiàstica
Va ser sumiller de cortina del rei Felip V i prior de Santa Maria d'Aracena. Després va ser tresorer i canonge degà del capítol de la catedral de Màlaga. El 1741 va ser nomenat coadministrador de l'arxidiòcesi de Sevilla per part de l'infant Lluís Antoni de Borbó. Uns anys més tard, el papa va crear arquebisbe titular de Trajanòpolis el 27 de gener de 1849, i va ser consagrat com a tal el 16 de març al Reial Monestir de l'Encarnació de Madrid pel nunci pontifici, Henrique Henríquez. El 1752 va ser promogut al bisbat de Còrdova. Segons Novaes i Ortiz, es va fer conegut per la seva faceta caritativa, perquè va dedicar molts recursos a alimentar els pobres de la diòcesi, especialment durant la carestia alimentària de 1753. Les grans almoines que va distribuir van perdurar en la memòria durant molts anys. El 1756 va ser promogut a l'arquebisbat de Sevilla.
Va ser creat cardenal el 26 de novembre de 1754 per Benet XIV, a instàncies de Ferran VI, i sota el títol dels Sants XII Apòstols. Va participar en els conclaves en què es van elegir a Climent XIV i Pius VI. En acabat del darrer conclave i poc abans de tornar a Espanya, va morir a Roma el 21 de març de 1775, després d'haver estat malalt durant tres dies. Va ser enterrat a la basílica del seu títol cardenalici i el seu cos va ser portat al convent de les religioses caputxines de Sevilla.
Entre les seves condecoracions, va ser cavaller de l'Orde de Calatrava i de Sant Gener de Nàpols, i va rebre la Gran Creu de l'Orde de Carles III.